# Alchemilla aequidens
Alchemilla aequidens é uma espécie de rosácea do gênero Alchemilla, pertencente à família Rosaceae.